# Guang Wudi
Liu Xiu, Kuang-wu ti o Guangwudi (5 a. C. - 57, Luoyang) Foi um imperador chinês (r. 25-57), que restaurou a dinastia Han após o interlúdio da Dinastia Xin (9–25 d. C.) criada pelo usurpador Wang Mang.
O reinado de Guangwudi foi dedicada a consolidar o seu estatuto e sujeito a inúmeras rebeliões locais, incluindo a revolta dos Cejas Rojas.